# Le Chêne de Flagey
Le Chêne de Flagey, également appelé Le Chêne de Vercingétorix, est un paysage peint par Gustave Courbet en 1864. Le tableau mesure 89 × 110 cm et représente un chêne majestueux situé près de la ferme familiale des Courbet, dans le village de Flagey, à quelques kilomètres d'Ornans, en Franche-Comté.

## Histoire
La peinture réalisée en 1864 est vendue dans les années 1880 par Juliette Courbet, la sœur de l'artiste, au banquier Henry C. Gibson. Elle est offerte à la Pennsylvania Academy of the Fine Arts de Philadelphie en 1896 à la mort de ce dernier. Puis, elle est mise en vente en 1987 chez Sotheby's à New York et acquise par un collectionneur japonais, Michimasa Murauchi, pour 450 000 dollars américains.
En 2000, pour une exposition Courbet, il est prêté au musée des Beaux-Arts de Besançon par Michimasa Murauchi, qui se rend à cette occasion à Flagey pour voir l'emplacement du chêne,,.
En 2012, le musée Courbet d'Ornans l'acquiert pour 4,5 millions d'euros grâce à 2,7 millions d'euros de dons privés et 1,3 million d'euros de fonds publics.
Du 4 décembre 2015 au 21 février 2016, il est prêté au Grand Palais pour l'exposition Volez, Voguez, Voyagez sur Louis Vuitton, originaire de Franche-Comté comme Courbet.
Le chêne représenté a aujourd'hui disparu, frappé par la foudre dans les années 1920,.

## Description
La composition est originale puisque l'arbre remplit toute la toile, la limite de ses branches et feuilles se situant hors-cadre du tableau. Éclairé par la droite et centré dans le format, on aperçoit dans le bas de la composition son tronc torturé et large dont les dimensions sont données par la taille du chien coursant un lapin vers la gauche, les deux animaux étant placés légèrement en arrière de part et d'autre du tronc. La ligne d'horizon est basse, laissant voir un village à peine esquissé à gauche. D'autres arbres complètent le tableau en second plan avec des collines bleuies en arrière-plan. Comme le relate Frédérique Thomas-Mauri, conservatrice du musée Courbet d'Ornans, il s'agit d'une scène de chasse car Courbet a peint initialement, entre le chêne et le premier arbre à sa droite, un chasseur qui vise le lapin. Le peintre a par la suite effacé le chasseur.  

## Contexte
En 1867, quand il expose son œuvre, Courbet y ajoute un sous-titre : « ... appelé Chêne de Vercingétorix, camp de César près d’Alésia, Franche-Comté ». Il y adjoint ainsi une dimension politique car à l'époque l'emplacement de la bataille d'Alésia divisait l'opinion publique : Alaise, dans le Doubs (Franche-Comté), terre natale du peintre ; ou Alise-Sainte-Reine, en Côte-d'Or (Bourgogne), comme le soutenait Napoléon III, qui y fit effectuer des fouilles menant à la découverte du site archéologique d'Alésia.